# L'Incoronazione di Poppea

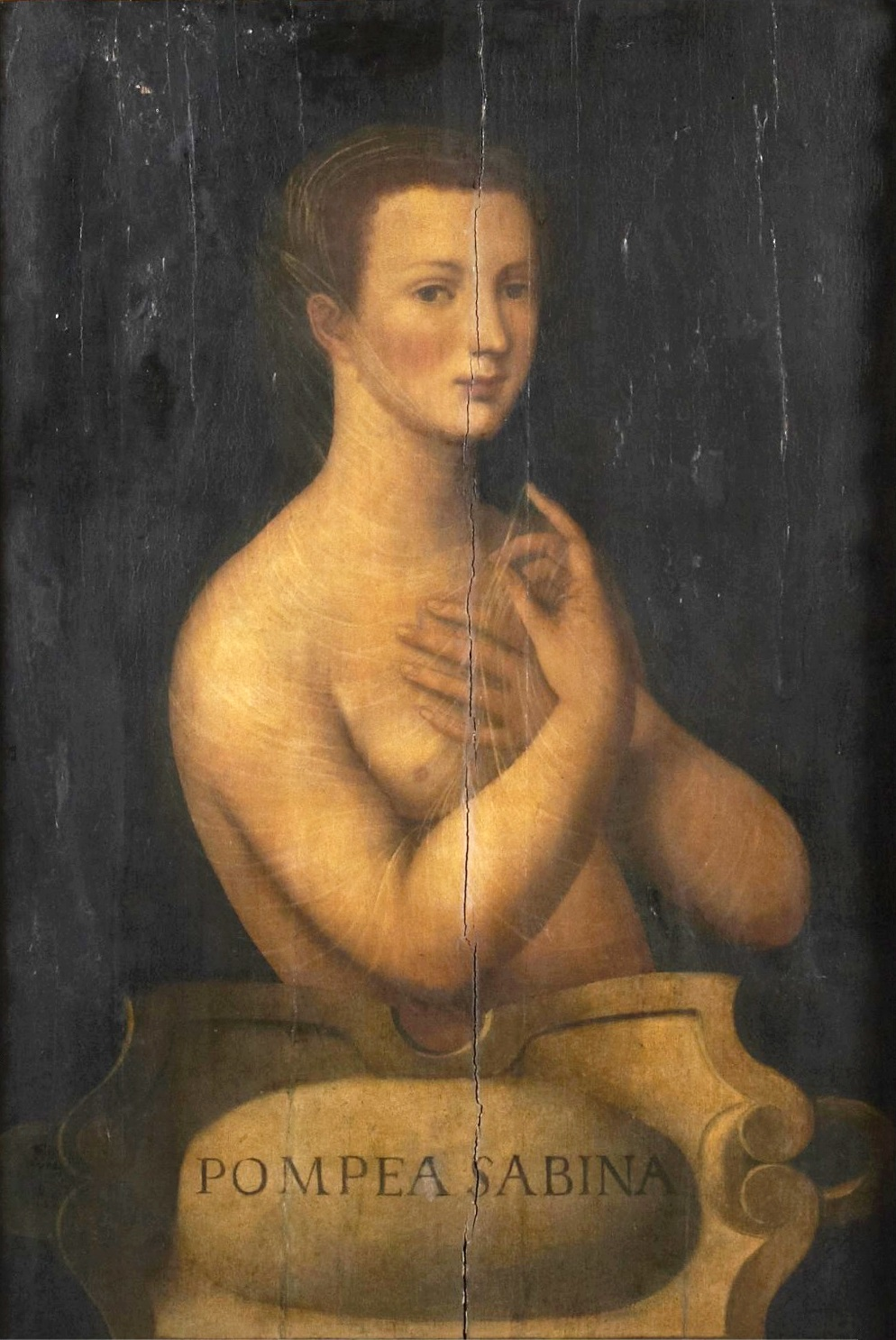
School van Fontainebleau

L'Incoronazione di Poppea is de laatste opera van Claudio Monteverdi. In de herfst van 1642 vond de première plaats in het theater SS. Giovanni e Paolo te Venetië. Het libretto is van de Venetiaanse advocaat Francesco Busenello (nogal vrij) naar de Annales van Tacitus boek 13-16. Als secundaire bron kunnen ook Suetonius (Twaalf keizers: boek 6) Dio Cassius (Romeinse geschiedenis (boek 61,62) en pseudoSeneca (Octavia) genoemd worden.
Er bestaan twee onderling verschillende handgeschreven partituren, die waarschijnlijk onder andere bij de heropvoering in 1651 in Napels zijn gebruikt. Men is er tegenwoordig vrij algemeen van overtuigd dat niet alle muziek oorspronkelijk van Monteverdi is, maar dat in die partituren ook werk van andere componisten is verwerkt. Het aantal musici is vergeleken met de vroege opera L'Orfeo sterk verminderd.
Er zijn twee handgeschreven libretti overgeleverd met een gedrukt exemplaar uit 1646, hetwelk Busenello zelf zou hebben gemaakt. Dit laatste libretto is onvolledig; met name ontbreekt het slotduet van het derde bedrijf.
Dit is een van de eerste commercieel geproduceerde opera's: ieder die een kaartje kocht had toegang. Het is de eerste opera over historische figuren, die met bijtend realisme worden weergegeven als te worden gedreven door politieke ambitie en (zinnelijke) liefde. Ook zijn er gefantaseerde en mythologische feiten aan het historisch verhaal toegevoegd, om het passend te maken voor de toen heersende libertijnse tijdgeest: een breuk met de meer benauwende moraal van eerdere decennia. In de opera van de hoven rond 1600 (maar ook na deze tijd) zou een dergelijk onderwerp ondenkbaar zijn geweest.
Het historische realiteitsgehalte is gering. Er is historisch gezien nooit sprake geweest van een poging tot moord op Poppaea Sabina, de figuur waarop Poppea is geënt.
Na een heruitvoering in 1651 raakte deze opera in de vergetelheid. Heden ten dage maakt het werk evenwel deel uit van het internationale standaardrepertoire.

## Samenvatting van de handeling
In de Proloog betwisten de Fortuin, de Deugd en Amor elkaar de almacht over goden en mensen. Amor wint en belooft nog die dag te laten zien hoe ver zijn invloed reikt.
In de Opera is de Romeinse keizer Nero verliefd op de courtisane Poppea; hij wil haar tot vrouw nemen en zijn wettige echtgenote Ottavia verstoten. Nero's leermeester Seneca acht deze plannen moreel en politiek verwerpelijk en moet zijn tegenstand met gedwongen zelfmoord bekopen. De wanhopige Ottavia besluit Poppea te laten vermoorden en dwingt Otho, Poppea's voormalige geliefde, door middel van chantage om de aanslag te volbrengen. Otho roept hierbij de hulp in van Drusilla, die hij destijds voor Poppea verlaten heeft. Verscheurd door liefde en wrok besluipt Otho, gehuld in Drusilla's mantel, de slapende Poppea. De moord wordt echter verijdeld door Amor, die belooft ervoor te zorgen dat Poppea diezelfde dag nog tot keizerin wordt gekroond. Drusilla, wier mantel herkend is, wordt opgepakt en naar Nero gebracht, die haar scherp ondervraagt. Om Otho te beschermen neemt zij alle schuld op zich. Als Otho dit hoort, vertelt hij de ware toedracht. Otho wordt verbannen, en als beloning voor de door haar betoonde trouw mag Drusilla hem vergezellen. Nero heeft nu een goede reden om Ottavia te verstoten en verbant haar voorgoed uit Rome. Poppea wordt tot keizerin gekroond, en in een euforisch slot duet bezingen Nero en Poppea hun liefde.

## Rolverdeling
Proloog
- Fortuna - sopraan
- Deugd - sopraan
- Amor - sopraan

Opera
- Poppea, edele dame, maîtresse van Nero, door hem op de troon gezet - sopraan
- Nero, keizer van Rome - sopraan, in moderne versies tenor
- Ottavia, regerend keizerin, door Nero verstoten - mezzosopraan
- Drusilla, dienares, hofdame verliefd op Otho - sopraan
- Seneca, oudere staatsman, filosoof, leermeester van Nero - bas
- Otho, edelman, vroegere minnaar van Poppea - sopraan, in latere versies bariton
- Arnaltha, de voedster van Poppea - alt, wellicht oorspronkelijk tenor
- Voedster van Ottavia - alt
- Valetto, page van Ottavia - sopraan
- Damigello, hofdame van Ottavia - sopraan
- Liberto, kapitein van de Garde - tenor
- Twee pretoriaanse soldaten - tenoren
- Pallas Athene, Godin van de wijsheid - sopraan
- Mercurius, boodschapper van de goden - bas
- Venus - sopraan
- Vrienden van Seneca; consuls; tribunen; Gratiën; Cupido's

## Synopsis
Plaats van handeling: Rome 64 A.D.

### Eerste bedrijf
Buiten Poppea’s paleis
I.1 De dageraad breekt aan. Voor het huis van Poppea liggen twee wachters op hun post te slapen. Otho , terugkerend uit de oorlog en op weg naar zijn geliefde Poppea bezingt zijn liefde. Hij zingt een korte aria ("E pur io turno") en een lange aria ("Apri un balcon"). De aria wordt abrupt onderbroken als Otho plotseling de soldaten ontwaart en beseft dat zijn plaats is ingenomen door een onoverwinnelijke rivaal: Poppea ligt in de armen van zijn keizer.
I.2 De wachters ontwaken, en beginnen te morren over hun bestaan, de corruptie in Rome, over Nero’s bevlieging voor Poppea waardoor zij de hele nacht op moeten blijven, en over de benarde positie van de keizerin.
I.3 Nero en Poppea komen naar buiten. Hij heeft zijn pleziertjes genoten en wil weggaan; zij wendt al haar kunsten aan om de scheiding uit te stellen totdat zij niet alleen de toezegging krijgt dat hij terug zal komen maar zelfs de verzekering dat Ottavia, de keizerin, verstoten zal worden ten gunste van haar. Monteverdi’ s kunstige verweving van beider tekst weerspiegelt hun verliefdheid, maar ook de macht die Poppea over Nero heeft.
I.4 Amalta, Poppea' s oude verzorgster, waarschuwt haar dat ze een gevaarlijk spel speelt, met het risico dat de keizerin haar laat vermoorden. Poppea lacht haar uit en zegt dat Cupido aan haar zijde is en dat zij niet de verliezer zal zijn (“Speranza tu ma vai..)
De keizerlijke appartementen
I.5 In een prachtig lamento ("Disprezzata regina...") beweent Ottavia haar lot: ze dreigt man en koninkrijk te verliezen. Verontwaardigd wijst zij het voorstel van Drusilla af, om een minnaar te nemen.
I.6 Seneca, filosoof, staatsman en verdediger van de traditionele deugden, wordt binnengelaten door Valetto, de page van de keizerin. Vol medeleven met Ottavia tracht hij haar ervan te overtuigen dat zij de ingetogenheid en de waardigheid van haar hoge positie in acht dient te nemen. De page, tot razemij gebracht door het uiterst bedaarde optreden van de filosoof, bedreigt hem in jeugdige overmoed, als deze zijn geliefde keizerin geen hulp wil bieden.
I.7 Seneca mijmert over de valstrikken van het koningschap
I.8 Pallas Athene verschijnt in een visioen en voorspelt zijn sterven. Mercurius zal hem later nogmaals waarschuwen. De filosoof, bezingt in een ongebruikelijk bloemrijke passage, zijn bereidheid de dood te omarmen, wanneer het ook komt.
I.9 Alsof hij de waarschuwing kracht wil bijzetten, maakt Nero hem deelgenoot van zijn voornemen Ottavia te verstoten ten gunste van Poppea. Er volgt een dramatische scène waarin de rijpe bedaarde en moralistische Seneca staat tegenover de onrijpe impulsieve Nero, die in een hysterische woede ontsteekt (voorbeeld van de stile concitato (“oorlogsstijl” met krachtige arpeggio’s en snel herhaalde noten)). Seneca heeft het laatste woord: het ergste moet gevreesd worden als macht tegen de rede ten strijde trekt.
I.10 Nero keert terug naar Poppea. Ze bezingen –afgeluisterd door Otho- elkaars liefde. Poppea wendt al haar charme aan om hem in zijn voornemens te sterken en te suggereren dat Seneca hem de baas is. Nero geeft dan aan een van zijn soldaten de opdracht een doodvonnis bij de filosoof te bezorgen.
I.11 In een strofenaria (Ad altra tocca in sorte) beklaagt Otho –afgeluisterd door Arnalta- zich bij Poppea dat zij hem voor Nero heeft ingeruild. Elke strofe wordt door Poppea beantwoord met een strofe op dezelfde baslijn: met als strekking: zo is het lot. Het wordt toenemend intenser ook blijkens de zich verwikkelende zanglijnen, tot Poppea het afbreekt: hou op, hou op, ik ben van Nero.
I.12 Alleen gelaten, lucht Otho zijn wanhoop in heftige uitbarstingen. Hij overweegt zelfs Poppaea te vermoorden.
I.13 Drusilla hoort hem en beklaagt zich dat hij nog steeds bezeten is van Poppea. Hij verzekert haar dat hij van nu af aan Poppea uit zijn hart zal bannen en alleen aan haar zal denken. Maar de artificiële stijl waarin hij zingt, toont iets anders. Drusilla laat zich uiteindelijk overtuigen, maar Otho bekent zichzelf, dat al zeggen zijn lippen Drusilla, zijn hart toch vol is van Poppea.

### Tweede bedrijf
De tuin van Seneca buiten Rome
II.1 Mercurius kondigt Seneca zijn dood aan. Seneca verheugt zich. Mercurius gaat op de vleugels van een lied vol van gedetailleerd uitgewerkte versieringen terug naar Pallas Athene.
II.2 Liberto probeert haperend aan Seneca het doodvonnis mee te delen. Seneca is al op de hoogte en geeft aan dat hij bereid is te sterven. Hij vraagt hem Nero mee te delen, dat hij al dood en begraven is.
II.3 Seneca vertelt zijn huishouden zijn beslissing ("Amici è giunta l’ora"). Zij antwoorden hem zich te bedenken, maar hij vraagt om voor hem zijn laatste bad te vullen. Een bijzonder aangrijpend moment: Seneca, die kalm zijn dood tegemoet treedt; zijn naasten, die -polyfoon- vragen zich te bedenken; zij zijn te gehecht aan het leven om er afscheid van te kunnen nemen.
Rome
II.4 Als overgang een scène tussen Valetto en het kamermeisje met een reeks flirtende aria’s besloten met een wulps duet ("O cara, O cara...") wat doet denken aan het slotduet III.8 tussen Nero en Poppea.
II.5 Nero verheugt zich op de dood van Seneca en bezingt in een wellustig lied samen met zijn vriend Luca (aria "Bocca, bocca...") de schoonheid van Poppea;
II.6 Aria van Otho die meestal vervalt
II.7 Ottavia herinnert Otho eraan, dat hij zijn positie aan haar familie heeft te danken en beveelt hem Poppea te doden. Zij adviseert hem zich te verkleden als een vrouw. Ottavia zet de weifelende Otho sterk onder druk.
II.8 Drusilla leeft getroost door de liefdesbeloften van Otho op. De page plaagt de voedster met haar leeftijd.
II.9 Otho onthult Drusilla dat Ottavia hem gevraagd heeft Poppea te vermoorden en vraagt haar kleren om zich als een vrouw te kunnen vermommen. Hoewel geschokt dat hij een dergelijke lage daad wil begaan, gaat ze toch gemakkelijk akkoord. Haar motief is haar liefde voor Otho blijkens de twee reprises van het vrolijke refrein uit de vorige scène.
Poppea's tuin
II.10 Poppea verheugt zich over de dood van Seneca,  die ze als het enig obstakel zag. Ze bidt Cupido haar huwelijk door te laten gaan. Arnalta waarschuwt haar meesteres voor te veel ambitie en zingt haar in slaap.
II.11 Vanuit de hemel plaatst Cupido zich aan de zijde van Poppea om haar te bewaken. Hij bezingt uitgebreid hoe zij kan slapen, terwijl hij haar voor het nabije gevaar behoedt.
II.12 Otho vermomd als Drusilla, doet met tegenzin een poging om Poppea te vermoorden. Cupido vangt zijn hand op. Poppea herkent in de weg vluchtende Otho Drusilla. Arnalta waarschuwt de wachten. Cupido zegt Poppea gered te hebben en verklaart haar keizerin te maken.

### Derde bedrijf
Rome
III.1 Drusilla verheugt zich, dat zij direct zal horen dat haar rivale (met hulp van haar kleding) vermoord zal zijn en zij niet langer de liefde van Otho met Poppea hoeft te delen. Het uitbundige refrein "O Felice" onderstreept ironisch haar onwetendheid.
III.2 Arnalta komt met de beul en zijn helpers Drusilla halen, die haar lot beklaagt.
III.3 Nero ondervraagt Drusilla over de moordpoging. Drusilla besluit Otho te beschermen en neemt de schuld op zich. Nero vonnist haar: zij moet op gruwelijke wijze ter dood gebracht worden.
III.4 Otho verklaart zich schuldig: Ottavia heeft hem opgedragen dit misdrijf begaan. Nero herroept zijn vonnis over Drusilla. Hij verbant Otho en ontneemt hem zijn bezit; Drusilla vraagt hem te mogen vergezellen. Nero verordent dan de verstoting van Ottavia. Zij zal op zee in een boot worden achtergelaten.
III.5 Nero zweert Poppea haar nog die dag te trouwen. Lyrisch eerste duet van hen beiden ("Ne più s’ interporrà...")
III.6 Ottavia legt haar keizerlijke gewaden af. Zeer expressieve monoloog ("Addio Roma")
III.7 Arnalta jubelt dat ze van slavin tot een dame is geworden: raadgeefster van een keizerin. Wel is ze bang dat te sterven als dame haar zwaar zal vallen: het leven lokt terwijl voor haar als slavin de dood een verlossing was.
Paleis van Nero
III.8 Nero kondigt heeft een lange uitbundige dialoog vol gevoelvolle hofmakerij met Poppea. Een koor van tribunen en consuls kroont haar tot keizerin van alle alsdan bekende werelddelen. Amor kroont Poppea tot keizerin der aardse schonen.
Nero en Poppea komen tot een slotduet, waar ze elkaar de liefde bezingen ("Pur ti miro").
Dit slotduet is dramatisch een cruciaal hoogtepunt gezien de weinig verholen erotiek en de knappe suggestieve muziek.
Deze scène is evenwel vrijwel zeker niet van het duo Monteverdi / Busenello, maar een toevoeging van Ferrari, gemaakt kort na de première.

## Muzikale en tekstuele aspecten
De opera geeft met bijtend realisme een zeer negatief beeld van de machthebbers.
Het verhaal wijkt flink af van de visie, zoals we die bij Tacitus terug vinden. Bij Tacitus was er één loeder van goeden huize vol moordlust: Poppea. Maar ieder krijgt bij Bussenello/Monteverdi een veeg uit de pan: met name Ottavia - eerder niet meer dan een slachtoffer - ontpopt zich als een moordlustige intrigante, die daarin Poppea evenaart. Seneca is niet alleen een waardig filosoof, maar heeft volgens sommigen de trekken van een bevende grijsaard. En waar is Nero's wreedheid? De moord, die hij op zijn moeder pleegt om Poppea te kunnen huwen wordt verzwegen. Het is een amoreel spel met onvoorziene afloop; het eindigt met Nero en Poppea, die schaamteloos elkaars liefde bezingen, nadat ze hun doel bereikt hebben. Alleen wie wint telt en zij (Nero en Poppea) zijn de vleesgeworden politieke ambitie en zinnelijke liefde.
Het historisch onderwerp verklaart maar enigszins deze buitengewone verheerlijking van politiek resultaat ten koste van rede en moraal. Dit libretto sluit aan op de libertijnse stroming in Venetië, die de verhouding kerk en seksualiteit als een van zijn onderwerpen had. Tijdens het carnaval gingen zelfs geestelijken gemaskerd. De toenmalige toeschouwers associeerden allicht wat hier op het toneel gebracht werd met de toenmalige actualiteit. Net als op het toneel delfden in die actualiteit van Venetië Deugd en Fortuin het onderspit. Zo speelde hier Nero in het theater van de gebroeders Grimani, die naar verluidt schuldig zouden zijn aan de dood van meer dan 200 personen "met gif en zwaard omgebracht"; de moord in hun opdracht op graaf Querini-Stampalia lag nog vers in ieders geheugen.

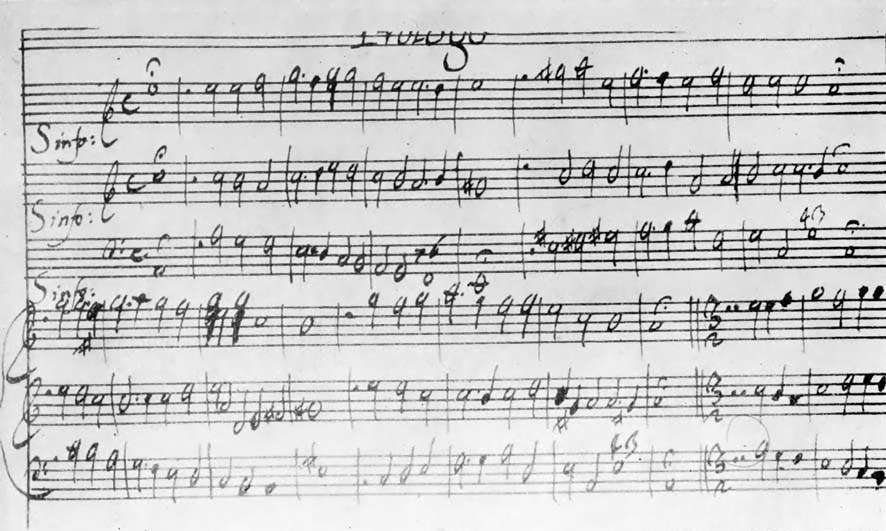
Ouverture l'Incoronazione

Het dichte netwerk van intriges vereist maar liefst 21 solisten. Maar ook worden daarmee min of meer komische rollen ingebracht (beide voedsterrollen, maar ook het koppel Valetto/Damigello). Deze grote verscheidenheid lijkt een typisch barok kenmerk.
Het libretto krijgt door de muziek van Monteverdi diepte en contrast. De bonte verscheidenheid aan personen en stemmingen wordt muzikaal op zeer expressieve wijze ten tonele gevoerd.
Nero en Poppea hebben als vorm arioso, aria en duet in 3/4 maat om hun van genot vervulde lyrische ontboezemingen neer te zetten. Ottavia spreekt in scherp geëtste recitatieven om haar woede uit te spreken. Aan de muziek van Otho lijkt de kern te ontbreken, het is aarzelend en beperkt, als hij zwicht voor Ottavia. Seneca is dapper en er gaat leiding van uit, als hij stoïsch zijn dood tegemoet treedt.
Typerend is dat bijna de hele opera uit recitatief bestaat (en bas en een zanglijn). Slechts incidenteel voegen zich andere instrumenten toe. Alle aandacht valt daardoor op de tekst en de daarin spelende dramatiek.
Het werk is zeer onvolledig overgeleverd. Originele manuscripten of een door Monteverdi geautoriseerde druk ontbreken. De gebruikte instrumentatie is niet genoteerd en dynamiekaanwijzingen ontbreken. Vergeleken met de vroege opera L'Orfeo is in ieder geval het orkest veel kleiner. De beide manuscripten die we tegenwoordig nog als bron hebben verschillen onderling nogal; vermoedelijk zijn zij enkele jaren na dato gebruikt voor heropvoeringen door rondtrekkende gezelschappen, zoals zich die al vrij snel na het begin van het commerciële operabedrijf hadden ontwikkeld. Vrijwel zeker zijn er fragmenten toegevoegd na 1642 (met name het slotduet III.8). De orkestratie is wellicht het grootste probleem. Het leeuwendeel van de opera is op twee balken genoteerd: een voor de zang en een voor de bas (die slechts af en toe becijferd is). In de instrumentale delen zijn er bovendien verschillen tussen de beide manuscripten qua harmonisatie. En ook is er natuurlijk het probleem van het kiezen van het stemtype voor het invullen van de niet minder dan 21 hoofdrollen. Niets staat genoteerd en destijds werd een flink aantal van de rollen door castraten gezongen. Uitvoeringen verschillen onderling dan ook sterk in de gekozen orkestratie en invulling met stemtypes.

## Uitvoeringsgeschiedenis
Er is in de tweede helft van de 20e eeuw een groot aantal opvoeringen geweest. Helaas leek de onzekere overleveringsgeschiedenis nogal eens een excuus voor bijvoorbeeld het inkorten van de opera van drie naar twee bedrijven door het schrappen van enkele van de hoofdrollen. Niet elke uitvoering die zich tooide met het begrip authentiek, was muzikaal overtuigend.
Als voorbeeld van schandaalverwekkend regisseurstheater geldt de voorstelling in de Salzburger Festspiele in 1993.
Gerenommeerd is de uitvoering door Harnoncourt uit 1974. Ook internationaal had de Nederlandse Opera veel succes met de voorstellingenreeks onder Pierre Audi. René Jacobs (1994) bij de Vlaamse Opera herhaalde zijn succes in Montpellier (1989).